# Список кавалеров ордена «За заслуги перед Отечеством» за 2012 год

## Кавалеры ордена I степени
1. 25 июня 2012 года, № 901 — Кобзон, Иосиф Давыдович — первый заместитель председателя Комитета Государственной думы по культуре[1]
2. 1 декабря 2012 года, № 1585 — Вишневская, Галина Павловна — художественный руководитель государственного бюджетного учреждения культуры города Москвы «Центр оперного пения под руководством Галины Вишневской»[2]

## Кавалеры ордена II степени
1. 30 января 2012 года, № 125 — Лещенко, Лев Валерьянович — художественный руководитель федерального государственного бюджетного учреждения культуры «Государственный театр эстрадных представлений „Музыкальное агентство“», город Москва
2. 3 февраля 2012 года, № 139 — Кресс, Виктор Мельхиорович — губернатор Томской области
3. 16 апреля 2012 года, № 451 — Тулеев, Аман Гумирович — губернатор Кемеровской области[3]
4. 17 апреля 2012 года, № 453 — Гранов, Анатолий Михайлович — директор федерального государственного бюджетного учреждения «Российский научный центр радиологии и хирургических технологий» Министерства здравоохранения и социального развития Российской Федерации, город Санкт-Петербург
5. 5 мая 2012 года, № 582 — Эйфман, Борис Яковлевич — художественный руководитель — директор Санкт-Петербургского государственного бюджетного учреждения культуры «Академический театр Балета под руководством Бориса Эйфмана»

## Кавалеры ордена III степени
1. 4 января 2012 года, № 13 — Иванов, Антон Александрович — Председатель Высшего арбитражного суда Российской Федерации
2. 10 января 2012 года, № 51 — Сомов, Вадим Евсеевич — генеральный директор общества с ограниченной ответственностью "Производственное объединение «Киришинефтеоргсинтез», Ленинградская область
3. 17 января 2012 года, № 61 — Варшавер, Марк Борисович — директор государственного учреждения культуры города Москвы «Московский государственный театр „Ленком“»
4. 15 февраля 2012 года, № 189 — Левитин, Игорь Евгеньевич — министр транспорта Российской Федерации
5. 21 февраля 2012 года, № 219 — Ильин, Владимир Александрович — академик Российской академии наук, заведующий кафедрой федерального государственного бюджетного образовательного учреждения высшего профессионального образования «Московский государственный университет имени М. В. Ломоносова»
6. 23 марта 2012 года, № 335 — Кожемяко, Олег Николаевич — губернатор Амурской области
7. 23 марта 2012 года, № 335 — Шанцев, Валерий Павлинович — губернатор Нижегородской области
8. 2 апреля 2012 года, № 367 — Нагайцев, Виктор Николаевич — руководитель Секретариата Руководителя Администрации Президента Российской Федерации
9. 5 апреля 2012 года, № 396 — Немоляева, Светлана Владимировна — артистка государственного бюджетного учреждения культуры города Москвы «Московский академический театр имени Вл. Маяковского»
10. 6 апреля 2012 года, № 395 — Кулистиков, Владимир Михайлович — генеральный директор открытого акционерного общества «Телекомпания НТВ», город Москва
11. 21 апреля 2012 года, № 491 — Порханов, Владимир Алексеевич — главный врач государственного бюджетного учреждения здравоохранения «Краевая клиническая больница № 1 имени профессора С. В. Очаповского», Краснодарский край
12. 25 апреля 2012 года, № 506 — Третьяк, Владислав Александрович — депутат Государственной думы Федерального собрания Российской Федерации
13. 25 апреля 2012 года, № 513 — Багаев, Сергей Николаевич — академик Российской академии наук, директор федерального государственного бюджетного учреждения науки Института лазерной физики Сибирского отделения Российской академии наук, Новосибирская область
14. 27 апреля 2012 года, № 517 — Артамонов, Анатолий Дмитриевич — губернатор Калужской области
15. 14 июня 2012 года, № 853 — Оссовский, Пётр Павлович — художник, действительный член Российской академии художеств, город Москва
16. 25 июня 2012 года, № 902 — Винокуров, Михаил Алексеевич — ректор федерального государственного бюджетного образовательного учреждения высшего профессионального образования «Байкальский государственный университет экономики и права», Иркутская область
17. 8 августа 2012 года, № 1124 — Коган, Павел Леонидович — художественный руководитель федерального государственного бюджетного учреждения культуры «Московский государственный академический симфонический оркестр под управлением Павла Когана»
18. 21 августа 2012 года, № 1174 — Голубев, Сергей Александрович — заместитель Председателя Центрального банка Российской Федерации — директор Юридического департамента
19. 10 сентября 2012 года, № 1268 — Цигаль, Владимир Ефимович — скульптор, действительный член Российской академии художеств, руководитель творческой мастерской скульптуры Российской академии художеств, город Москва
20. 16 октября 2012 года, № 1396 — Котенков, Александр Алексеевич — полномочный представитель Президента Российской Федерации в Совете Федерации Федерального Собрания Российской Федерации.
21. 26 ноября 2012 года, № 1577 — Ясин, Евгений Григорьевич — научный руководитель федерального государственного автономного образовательного учреждения высшего профессионального образования «Национальный исследовательский университет „Высшая школа экономики“», город Москва
22. 29 декабря 2012 года, № 1704 — Шаккум, Мартин Люцианович — первый заместитель председателя Комитета Государственной думы по земельным отношениям и строительству

## Кавалеры ордена IV степени
1. 9 января 2012 года, № 28 — Шакуров, Сергей Каюмович — артист кино, член Общероссийской общественной организации «Союз кинематографистов Российской Федерации», город Москва
2. 10 февраля 2012 года, № 166 — Яковлев, Вениамин Фёдорович — советник Президента Российской Федерации
3. 15 февраля 2012 года, № 184 — Чуркин, Виталий Иванович — Постоянный представитель Российской Федерации при Организации Объединенных Наций в Нью-Йорке, Соединенные Штаты Америки
4. 25 февраля 2012 года, № 239 — Шило, Ростислав Александрович — директор муниципального унитарного предприятия города Новосибирск «Зоологический парк»
5. 28 февраля 2012 года, № 246 — Степашин, Сергей Вадимович — Председатель Счётной палаты Российской Федерации, председатель Международной общественной организации «Императорское Православное Палестинское Общество»
6. 28 февраля 2012 года, № 247 — Антонова, Ирина Александровна — директор федерального государственного бюджетного учреждения культуры «Государственный музей изобразительных искусств имени А. С. Пушкина», город Москва
7. 3 марта 2012 года, № 267 — Реброва, Нина Васильевна — аппаратчик синтеза открытого акционерного общества «Редкинский опытный завод», Тверская область
8. 3 марта 2012 года, № 270 — Игошина, Галина Петровна — мастер гальванического участка Иркутского авиационного завода — филиала открытого акционерного общества «Научно-производственная корпорация „Иркут“»
9. 3 марта 2012 года, № 270 — Реус, Андрей Георгиевич — генеральный директор открытого акционерного общества «Объединённая промышленная корпорация „Оборонпром“», город Москва
10. 3 марта 2012 года, № 272 — Авдеев, Василий Иванович — глава Аннинского муниципального района Воронежской области
11. 16 марта 2012 года, № 313 — Газманов, Олег Михайлович — артист-вокалист, композитор, член Международного союза деятелей эстрадного искусства (творческого союза), город Москва
12. 23 марта 2012 года, № 334 — Исрафилов, Рифкат Вакилович — художественный руководитель государственного учреждения культуры «Оренбургский государственный областной драматический театр имени М. Горького»
13. 30 марта 2012 года, № 346 — Розовский, Марк Григорьевич — художественный руководитель государственного бюджетного учреждения культуры города Москвы «Московский театр „У Никитских ворот“»
14. 2 апреля 2012 года, № 369 — Горбенко, Александр Николаевич — заместитель мэра Москвы в правительстве Москвы по средствам массовой информации, межрегиональному сотрудничеству, спорту и туризму
15. 2 апреля 2012 года, № 372 — Демидов, Алексей Иванович — Председатель Счётной палаты Республики Татарстан
16. 12 апреля 2012 года, № 429 — Любимов, Лев Львович — заместитель научного руководителя федерального государственного автономного образовательного учреждения высшего профессионального образования «Национальный исследовательский университет „Высшая школа экономики“», город Москва
17. 12 апреля 2012 года, № 429 — Энтов, Револьд Михайлович — академик Российской академии наук, профессор федерального государственного автономного образовательного учреждения высшего профессионального образования «Национальный исследовательский университет „Высшая школа экономики“», город Москва
18. 13 апреля 2012 года, № 440 — Бэлза, Святослав Игоревич — ведущий программы студии музыкальных программ Дирекции цикловых и тематических программ филиала федерального государственного унитарного предприятия «Всероссийская государственная телевизионная и радиовещательная компания» «Государственная телевизионная и радиовещательная компания „Культура“», город Москва
19. 18 апреля 2012 года, № 460 — Сутакова, Аграфена Егоровна — доярка сельскохозяйственного производственного кооператива «Бетюнь», Амгинский улус (район) Республики Саха (Якутия)
20. 24 апреля 2012 года, № 503 — Сухих, Геннадий Тихонович — директор федерального бюджетного учреждения «Научный центр акушерства, гинекологии и перинатологии имени академика В. И. Кулакова», город Москва
21. 25 апреля 2011 года, № 511 — Якобсон, Лев Ильич — первый проректор федерального государственного автономного образовательного учреждения высшего профессионального образования «Национальный исследовательский университет „Высшая школа экономики“»
22. 28 апреля 2012 года, № 529 — Колесников, Владимир Иванович — ректор федерального государственного бюджетного образовательного учреждения высшего профессионального образования «Ростовский государственный университет путей сообщения», Ростовская область
23. 2 мая 2012 года, № 548 — Седов, Константин Вячеславович — вице-губернатор Московской области
24. 3 мая 2012 года, № 566 — Брунич, Николай Григорьевич — генеральный директор открытого акционерного общества «Зарубежнефть», город Москва
25. 18 мая 2012 года, № 628 — Мухаметшин, Фарид Хайруллович — Председатель Государственного Совета Республики Татарстан
26. 25 мая 2012 года, № 734 — Карпов, Юрий Анатольевич — генеральный директор общества с ограниченной ответственностью «Уралмаш Нефтегазовое Оборудование Холдинг», город Москва
27. 30 мая 2012 года, № 746 — Дод, Евгений Вячеславович — председатель открытого акционерного общества «Федеральная гидрогенерирующая компания — РусГидро», город Москва
28. 30 мая 2012 года, № 746 — Устинов, Антон Алексеевич — заместитель руководителя Секретариата Заместителя Председателя Правительства Российской Федерации
29. 30 мая 2012 года, № 746 — Худайнатов, Эдуард Юрьевич — первый вице-президент открытого акционерного общества «Нефтяная компания „Роснефть“», город Москва
30. 8 июня 2012 года, № 780 — Чарушин, Валерий Николаевич — академик Российской академии наук, председатель Уральского отделения Российской академии наук, Свердловская область
31. 8 июня 2012 года, № 781 — Жилинский, Дмитрий Дмитриевич — художник, действительный член Российской академии художеств, город Москва
32. 9 июня 2012 года, № 799 — Толмачёва, Лилия Михайловна — артистка государственного бюджетного учреждения культуры города Москвы «Московский театр „Современник“»
33. 25 июня 2012 года, № 902 — Курцер, Марк Аркадьевич — главный врач государственного бюджетного учреждения здравоохранения города Москвы «Центр планирования семьи и репродукции Департамента здравоохранения города Москвы»
34. 25 июня 2012 года, № 904 — Соловьёв, Владимир Алексеевич — первый заместитель генерального конструктора открытого акционерного общества «Ракетно-космическая корпорация „Энергия“ имени С. П. Королёва», Московская область
35. 30 июня 2012 года, № 927 — Мухаметшин, Фарит Мубаракшевич — чрезвычайный и полномочный посол Российской Федерации в Республике Молдова
36. 12 июля 2012 года, № 951 — Шахназаров, Карен Георгиевич — генеральный директор федерального государственного унитарного предприятия «Киноконцерн „Мосфильм“», город Москва
37. 28 июля 2012 года, № 1029 — Кузьминов, Ярослав Иванович — ректор федерального государственного автономного образовательного учреждения высшего профессионального образования «Национальный исследовательский университет „Высшая школа экономики“», город Москва
38. 28 июля 2012 года, № 1029 — Мау, Владимир Александрович — ректор федерального государственного бюджетного образовательного учреждения высшего профессионального образования «Российская академия народного хозяйства и государственной службы при Президенте Российской Федерации», город Москва
39. 31 июля 2012 года, № 1092 — Пивненко, Валентина Николаевна — первый заместитель председателя Комитета Государственной думы по региональной политике и проблемам Севера и Дальнего Востока
40. 8 августа 2012 года, № 1119 — Артяков, Владимир Владимирович, город Москва
41. 8 августа 2012 года, № 1127 — Федун, Леонид Арнольдович — вице-президент — начальник главного управления стратегического развития и инвестиционного анализа открытого акционерного общества «Нефтяная компания „Лукойл“», город Москва
42. 10 августа 2012 года, № 1152 — Мостовой, Вячеслав Иванович — первый заместитель генерального директора по информационному и общественно-политическому вещанию открытого акционерного общества «ТВ Центр», город Москва
43. 13 августа 2012 года, № 1165 — Громова, Мария Игоревна — заслуженный мастер спорта России
44. 13 августа 2012 года, № 1165 — Давыдова, Анастасия Семёновна — заслуженный мастер спорта России
45. 13 августа 2012 года, № 1165 — Ищенко, Наталья Сергеевна — заслуженный мастер спорта России
46. 13 августа 2012 года, № 1165 — Канаева, Евгения Олеговна — заслуженный мастер спорта России
47. 13 августа 2012 года, № 1165 — Ромашина, Светлана Алексеевна — заслуженный мастер спорта России
48. 13 августа 2012 года, № 1165 — Хасянова, Эльвира Рамилевна — заслуженный мастер спорта России
49. 21 августа 2012 года, № 1176 — Васильев, Николай Иванович — заведующий кафедрой бурения скважин федерального государственного бюджетного образовательного учреждения высшего профессионального образования «Национальный минерально-сырьевой университет „Горный“», город Санкт-Петербург
50. 21 августа 2012 года, № 1176 — Липенков, Владимир Яковлевич — заведующий лабораторией федерального государственного бюджетного учреждения «Арктический и антарктический научно-исследовательский институт», город Санкт-Петербург
51. 21 августа 2012 года, № 1176 — Лукин, Валерий Владимирович — заместитель директора федерального государственного бюджетного учреждения «Арктический и антарктический научно-исследовательский институт» — начальник Российской Антарктической экспедиции, город Санкт-Петербург
52. 25 августа 2012 года, № 1220 — Федосов, Виктор Андреевич — слесарь механосборочных работ открытого акционерного общества «Конструкторское бюро приборостроения», Тульская область
53. 1 сентября 2012 года, № 1253 — Хорошилов, Павел Владьевич — действительный государственный советник Российской Федерации 2 класса, город Москва
54. 10 сентября 2012 года, № 1267 — Андрианов, Юрий Михайлович — первый заместитель губернатора Тульской области
55. 10 сентября 2012 года, № 1269 — Масленников, Игорь Фёдорович — профессор кафедры федерального государственного бюджетного образовательного учреждения высшего и послевузовского профессионального образования «Всероссийский государственный университет кинематографии имени С. А. Герасимова», город Москва
56. 30 сентября 2012 года, № 1315 — Баринов, Игорь Вячеславович — депутат Государственной думы Федерального собрания Российской Федерации
57. 30 сентября 2012 года, № 1315 — Шатиров, Сергей Владимирович — член Совета Федерации Федерального собрания Российской Федерации от исполнительного органа государственной власти Кемеровской области
58. 16 октября 2012 года, № 1406 — Герасимова, Надежда Васильевна — первый заместитель председателя Комитета Государственной думы по Регламенту и организации работы Государственной думы
59. 16 октября 2012 года, № 1406 — Озеров, Виктор Алексеевич — член Совета Федерации Федерального собрания Российской Федерации от законодательного (представительного) органа государственной власти Хабаровского края, председатель Комитета Совета Федерации по обороне и безопасности
60. 16 октября 2012 года, № 1407 — Филатов, Олег Геннадиевич — генеральный директор федерального государственного унитарного предприятия «Научно-исследовательский институт электрофизической аппаратуры имени Д. В. Ефремова», город Санкт-Петербург
61. 3 ноября 2012 года, № 1477 — Алентова, Вера Валентиновна — артистка государственного бюджетного учреждения культуры города Москвы «Московский драматический театр имени А. С. Пушкина»
62. 6 ноября 2012 года, № 1494 — Захарова, Александра Марковна — артистка государственного бюджетного учреждения культуры города Москвы «Московский государственный театр „Ленком“»
63. 6 ноября 2012 года, № 1496 — Трутнев, Юрий Алексеевич — первый заместитель научного руководителя по перспективным исследованиям федерального государственного унитарного предприятия «Российский федеральный ядерный центр - Всероссийский научно-исследовательский институт экспериментальной физики», Нижегородская область
64. 26 ноября 2012 года, № 1577 — Шадриков, Владимир Дмитриевич — профессор кафедры общей и экспериментальной психологии факультета психологии федерального государственного автономного образовательного учреждения высшего профессионального образования «Национальный исследовательский университет „Высшая школа экономики“», город Москва
65. 7 декабря 2012 года, № 1622 — Алёшин, Алексей Владиславович — первый заместитель генерального директора Государственной корпорации по содействию разработке, производству и экспорту высокотехнологичной промышленной продукции «Ростехнологии»
66. 13 декабря 2012 года, № 1647 — Щедрин, Родион Константинович — композитор, член Всероссийской общественной организации «Союз композиторов России», город Москва
67. 29 декабря 2012 года, № 1699 — Куравлёв, Леонид Вячеславович — артист кино, член Общероссийской общественной организации «Союз кинематографистов Российской Федерации», город Москва
68. 29 декабря 2012 года, № 1704 — Бурда, Любовь Евгеньевна — заместитель полномочного представителя Президента Российской Федерации в Сибирском федеральном округе